# Élémentaire, mon cher... Lock Holmes
Pour plus de détails, voir Fiche technique et Distribution.
Élémentaire, mon cher... Lock Holmes (Without a Clue) est un film britannique réalisé par Thom Eberhardt, sorti en 1988. Le film est une parodie où les rôles sont inversés : Holmes est un imbécile hâbleur, poltron et chaud lapin, en réalité un acteur raté engagé pour tenir le rôle du personnage imaginé par Watson, le véritable détective dépassé par sa création.

## Synopsis
L'histoire débute sur une parodie de la nouvelle La Ligue des rouquins d'Arthur Conan Doyle. Les références aux nouvelles de Sherlock Holmes sont abondantes. Dr John Watson a rendu Sherlock Holmes célèbre par ses récits et pour rendre la chose encore plus crédible a engagé un cabotin alcoolique de belle prestance pour l'incarner, partageant avec lui l'appartement du 221B Baker Street. Mais le véritable génial enquêteur, c'est lui, Watson, guidant pas à pas le faux Holmes qui commet bévue sur bévue, plus préoccupé de whisky, de jeu et de jolies femmes que d'apprendre son rôle. Seuls Mrs Hudson et les gamins des rues connaissent la supercherie. Voilà qu'Holmes est chargé de résoudre une affaire mettant en cause la couronne : la fabrication de fausse monnaie. À sa tête : Moriarty. Watson, sur le point de mettre la main sur les malfrats, tombe dans la Tamise et semble s'y noyer. Le faux Holmes est désespéré et reprend les recherches à son compte, non sans difficultés, avec l'aide de Mrs Hudson et d'un gamin. Ô joie, Watson est vivant, Moriarty porté disparu, ses complices sont arrêtés, Watson attendri et Holmes, fier et sobre, rentrent chez eux, en vrais amis.

## Fiche technique
- Titre : Élémentaire, mon cher... Lock Holmes
- Titre original : Without a Clue
- Réalisation : Thom Eberhardt
- Scénario : Gary Murphy et Larry Strawther, d'après les personnages de Conan Doyle
- Musique : Henry Mancini
- Pays d'origine : Grande-Bretagne
- Durée : 107 minutes

## Distribution
- Michael Caine (VF : Dominique Paturel) : Reginald Kincaid / Sherlock Holmes
- Ben Kingsley (VF : Philippe Dumat) : docteur Watson
- Jeffrey Jones (VF : Bernard Tiphaine) : inspecteur Lestrade
- Lysette Anthony (VF : Céline Monsarrat) : fausse Leslie Giles
- Paul Freeman (VF : Michel Le Royer) : professeur Moriarty
- Nigel Davenport : Lord Smithwick
- Pat Keen : Mrs Hudson
- Peter Cook : Norman Greenhough
- Harold Innocent (VF : Georges Atlas) : Le maire Johnson
- Matthew Savage (VF : Brigitte Lecordier) : Wiggins
- John Warner : Peter Giles
- Matthew Sim : vrai Leslie Giles